# 小行星6384
小行星6384（英語：6384 Kervin）是一颗围绕太阳公转的小行星。1989年1月3日，埃莉諾·赫琳在帕洛马山发现了此天体。
这颗小行星的绝对星等为265.78493等。